# Verstärkerladung
Die Verstärkerladung  (auch Übertragungsladung, Zündverstärker, Booster oder Sekundärladung) dient zum Zünden unempfindlicher Sprengstoffe. Sie kommt in Explosionswaffen und zivilen Sprengladungen zum Einsatz. Eine Verstärkerladung wird durch einen Initialsprengstoff (Primärladung), der sich in einer Sprengkapsel oder Anzündhütchen befindet, gezündet.

## Beschreibung
Als Verstärkerladung werden gewöhnlich gepresstes Tetryl, Trinitrotoluol, phlegmatisiertes Hexogen, Nitropenta, Pikrinsäure und andere Sprengstoffe verwendet, teilweise sogar noch Schwarzpulver. All diesen Stoffen ist gemeinsam, dass sie eine größere Empfindlichkeit gegenüber dem Anfangsimpuls als der Sprengstoff der Hauptladung (z. B. ANC-Sprengstoffe, gegossenes TNT, pulverförmige Sprengstoffe) aufweisen. Als Verstärkerladung bei Gesteinsprengungen werden häufig gelatinöse Sprengstoffe verwendet, um die Hauptladung aus pulverförmigen oder Emulsionssprengstoffen zu initiieren.